# Carioca tigre
Pour plus de détails, voir Fiche technique et Distribution.
Carioca tigre est une comédie italo-brésilienne de Giuliano Carnimeo sortie en 1976. 

## Synopsis
Arrivé clandestinement à Rio de Janeiro, Carletto tombe sur le contrebandier « Tigre » et son acolyte Augusto. Pris par les deux pour un espion, il manque d'être tué jusqu'à ce que « Tigre » découvre que Carletto est italien comme lui et décide d'épargner sa vie en s'appropriant une partie de l'héritage que Carletto est venu chercher. Chez le notaire, les trois hommes découvrent que l'héritage consiste en un précieux pistolet volé au chef de la mafia Don Rosolino et caché dans un lieu appelé « Capolinea » ; le chef aimerait récupérer le pistolet, preuve de ses meurtres, et tente de tuer Carletto à l'aide de tueurs à gages, mais il échoue. Carletto, Augusto et le « Tigre » partent en voyage et parviennent à échapper à un enlèvement planifié par le patron, en remettant le costume blanc du « Tigre » à un autre homme qui est pris pour le contrebandier. Plus tard, Carletto et Augusto sont capturés mais parviennent à s'échapper, tandis que « Tigre » rencontre une femme qui lui révèle que la « Capolinea » est en fait un pénitencier où le père de Carletto a été enfermé.
Don Rosalino arrive lui aussi au pénitencier grâce au tuyau d'un prisonnier qui tente de voler le pistolet trouvé par « Tigre » caché dans un aquarium : après une bagarre, le chef mafieux est arrêté tandis que tous les trois, se faisant passer pour des policiers, parviennent à s'enfuir avec l'arme. De retour à Rio, « Tigre » et Carletto découvrent qu'ils ont gagné à la loterie, mais le billet se trouve dans le costume de « Tigre » donné à un homme dans la forêt : les trois décident de repartir pour un nouveau voyage.

## Fiche technique
- Titre français : Carioca tigre ou La Fête à Rio[1]
- Titre italien : Carioca tigre ou A fera carioca[2]
- Réalisation : Giuliano Carnimeo
- Scénario : Leila Buongiorno, Tito Carpi (it), Luiz Antônio Piá
- Photographie : Sebastiano Celeste (it)
- Montage : Eugenio Alabiso
- Musique : Chico Buarque de Hollanda, Vinícius de Moraes, Toquinho
- Costumes : Luciana Marinucci
- Production : Salvatore Argento, Ermanno Curti, Roberto Acacio
- Sociétés de production : Seda Spettacoli, Citta Di Milano, Cinematica Producoes Cinematograficas
- Pays de production :  Brésil -  Italie
- Durée : 102 minutes
- Genre : Comédie
- Format : Couleur par Telecolor
- Dates de sortie : 
  - Italie : 1976 (visa délivré le 31 juillet 1976)[2]
  - France : 13 avril 1983[1]

## Distribution
- Aldo Maccione : Tigre
- Antonio Cantafora (sous le nom de « Michael Coby ») : Carlo Parodi
- Augusto Enrique Alves : Augusto
- Cesar Romero : Don Rosalindo Y Guana
- Luciana Turina : Melisanda
- Renato Pinciroli : Bandit
- Luigi Bonos (sous le nom de « Gigi Bonos ») : Talazar
- Milton Gonçalves : Macumbeiro
- Jacques Herlin : Kibbutz
- Grande Otelo : Omero
- Enzo Robutti : Baltazar
- Thomas Rudy :